# Pełnoletnia Oi! Młodzież
Pełnoletnia Oi! Młodzież – czternasty album muzyczny streetpunkowego zespołu The Analogs wydana w roku 2013 przez Lou & Rocked Boys.
Z okazji 18-lecia istnienia zespołu muzycy postanowili jeszcze raz nagrać płytę Oi! Młodzież. Nazwa nawiązuje do pełnoletności z okazji 18 urodzin.

## Utwory
1. Nasze Ciała
2. Oi! Młodzież
3. Popatrz na….
4. Szczecin
5. Te Chłopaki
6. Ulica
7. Powieś się (Cock Sparrer)
8. Tygrys
9. Analogs Rules
10. Jednoczcie Się I Zwyciężajcie
11. Strzelby z Brixton (cover The Clash)
12. Dzieciaki Atakujące Policję
13. Cud

## Skład
Z pierwotnego składu: 
- Dominik "Harcerz" Pyrzyna – śpiew
- Paweł "Piguła" Czekała – gitara basowa

Nowi względem płyty z 1996:
- Krystian „Kris” Faszczewski – gitara
- Przemysław „Benon” Kaczmarek – gitara basowa
- Karol Faszczewski – perkusja